# A Small Boy and a Grey Heaven
A Small Boy and a Grey Heaven è il primo album in studio del gruppo metalcore tedesco Caliban, pubblicato nel 1999.

## Tracce
1. Intro – 1:19
2. Arena of Concealment – 2:49
3. In My Heart – 2:30
4. Destruction – 4:28
5. A Small Boy and a Grey Heaven – 4:14
6. Skit I – 0:39
7. A Faint Moment of Fortune – 4:04
8. Skit II – 1:07
9. Supervision Until Death – 4:01
10. Always Following Life – 3:23
11. Pollution – 3:29
12. Sylca – 1:21
13. Intolerance (Ignorance II) – 3:46
14. De Rebus Que Gerunter – 3:54
15. Outro – 0:40